# Joseph-Ferdinand de Bavière
Titre
Prince héritier d'Espagne puis Prince des Asturies
24 décembre 1692 – 6 février 1699
(6 ans, 1 mois et 13 jours)
Joseph-Ferdinand de Bavière, né le 28 octobre 1692 à Vienne et mort le 6 février 1699 à Bruxelles, est un prince de la Maison de Wittelsbach, fils de l'électeur de Bavière et héritier présomptif de la Couronne d'Espagne de 1696 à sa mort.

## Biographie
Il est le troisième fils de Maximilien-Emmanuel, électeur de Bavière et de sa première épouse, Marie Antoinette d'Autriche, fille de Léopold Ier du Saint-Empire, empereur romain germanique, petite-fille de la mère du roi Philippe IV d'Espagne[réf. non conforme]. Ses deux frères aînés sont morts à la naissance et l'archiduchesse Marie-Antoinette meurt des suites de ses couches deux mois après la naissance de l'enfant.
Avant la guerre de Succession d'Espagne, le jeune Joseph-Ferdinand, arrière-petit-fils de la reine-mère d'Espagne Marie-Anne d'Autriche, est pressenti par l'Angleterre et la République des Provinces-Unies, qui signent un traité avec la France, pour prendre la succession de Charles II d'Espagne, lequel le choisit comme héritier par testament en 1696. D'après le duc de Saint-Simon, il était « le plus fort en droit, le plus faible en puissance[réf. non conforme] ». Son décès prématuré en 1699 de la petite vérole, rend le traité anglo-français caduc et conduit au second traité de partage en 1700.